# Mars Glacier
Mars Glacier är en glaciär i Antarktis. Den ligger i Västantarktis. Argentina, Chile och Storbritannien gör anspråk på området. Mars Glacier ligger 325 meter över havet.
Terrängen runt Mars Glacier är huvudsakligen kuperad, men åt nordväst är den platt. Trakten är obefolkad. Det finns inga samhällen i närheten. 